# Асприлья, Фаустино
Фаустино Эрнан Асприлья Инестроса (исп. Faustino Hernan Asprilla Hinestroza; 10 ноября 1969, Тулуа) — колумбийский футболист, выступавший на позиции нападающего. Один из лучших игроков в истории колумбийского футбола.

## Карьера

### Клубная карьера
Фаустино Асприлья начал свою карьеру в команде школы Карлос Сармьенто Лора, откуда он перешёл в клуб «Кукута Депортиво». В первые два сезона в «Кукуте» Асприлья забил в 36 матчах 17 голов, после чего его пригласил один из лидеров колумбийского чемпионата — клуб «Атлетико Насьональ». За «Атлетико» Асприлья провёл 3 сезона, выступив в 75 матчах и забил 32 гола. Он выиграл с командой межамериканский кубок в 1990 году, а год спустя — чемпионат Колумбии, первый для «Атлетико» за 10 лет.
Летом 1992 года Асприлья куплен итальянским клубом «Парма», заплатившим за трансфер колумбийца 10,9 млн долларов. Первоначально Невио Скала, главный тренер пармезанцев, не доверял Асприлье, а потому он часто появлялся на поле со скамейки запасных, но затем Фаустино «отвоевал» место в основном составе команды, встав на позицию оттянутого форварда, позади Алессандро Мели. За первый год в «Парме» Асприлья забил 7 голов в чемпионате страны, один из которых на Сан-Сиро в ворота «Милана», прервавший 58-ми матчевую беспроигрышную серию «россонери». В конце первого сезона Асприлья выиграл с командой Кубок кубков. Наибольшую пользу он принёс в полуфинале турнира, забив два гола в гостевом матче с клубом «Атлетико Мадрид», после игры Асприлью даже поздравил с этим успехом по телефону президент Колумбии. За «Парму» Асприлья выступал до 1995 года, проведя 85 матчев в чемпионате (25 голов) и 24 матча в еврокубках (9 голов). Он выиграл с командой Кубок кубков, Суперкубок УЕФА и Кубок УЕФА.
Зимой 1995 года Асприлья перешёл в английскую команду «Ньюкасл Юнайтед» за 6,7 млн фунтов. За полгода в команде Асприлья забил только 3 гола, а его клуб занял второе место в чемпионате страны. Во втором сезоне Асприлья забил 8 мячей, три из которых в матче Лиги чемпионов в ворота «Барселоны». Карьере в «Ньюкасле» Асприлье помешала травма правого колена, полученная в одном из матчей чемпионата, из-за чего колумбиец пропустил несколько игр и никак не мог набрать игровую форму, в частности из-за этой травмы Асприлья не играл на Кубке Америки. Также мешала Асприлье блестящая форма Алана Ширера, из-за чего Фаустино играл скорее как ассистент в атаке для англичанина.
В середине сезона 1997—1998 гг. Асприлья вернулся в «Парму», заплатившую 15 млр лир и провёл там полтора года, но показать былую игру не смог, забил лишь 3 гола (однако смог выиграть со своей старой командой Кубок Италии и еще один Кубок УЕФА). После «Пармы» Асприлья вернулся в Южную Америку и подписал контракт с бразильским «Палмейрасом», с которым он выиграл кубок чемпионов Бразилии и Турнир Рио-Сан-Паулу, а также был участником межконтинентального кубка, где «Вердао» проиграл «Манчестер Юнайтед». За «Палмейрас» Асприлья провёл 12 мачтей в чемпионате страны и 6 игр в чемпионате штата.
В 2000 году Асприлья играл за «Флуминенсе», где вновь начал блистать, забив 8 голов в 12-ти матчах, после чего перешёл в клуб «Атланте» из Мехико. Затем Асприлья недолго выступал за «Атлетико Насьональ», клубы Универсидад де Чили, где Асприлья вновь травмировал своё колено, и «Эстудиантес». В «Эстудиантесе» Асприлья усугубил давнюю травму колена, из-за чего принял решение завершить свою карьеру. В 2008 году Асприлью пригласил к себе перуанский клуб «Спорт Анкаш», но Асприлья отказал команде.
4 июля 2009 года состоялся прощальный матч Асприльи. В этой игре «Атлетико Насьоналю», в котором играли футболисты, выступавшие с Фаустино в 1991 году, противостояла команда Друзей Асприльи; победил «Атлетико» 3:2. Асприлья сыграл по тайму за каждую из команд.
Сейчас Асприлья тренирует в детской футбольной школе в родном Тулуа.

### Карьера в сборной
Свою карьеру в сборной Колумбии Асприлья начал с олимпийской команды, которая участвовала в матчах Олимпиады 1992 года. 6 июня 1993 года Асприлья дебютировал в составе первой сборной Колумбии в матче с Чили и в дебютном матче забил свой первый гол. В 1994 году Асприлья в составе сборной поехал на чемпионат мира, куда колумбийцы прибыли одними из фаворитов после победы 5:0 над Аргентиной в отборочном турнире (в этом матче Асприлья забил 2 гола), но там даже не вышли из группы.
В квалификации к чемпионату мира 1998 года Асприлья был главной «ударной силой» колумбийцев, забив 7 голов в 11 матчах, а также запомнился дракой с Хосе Луисом Чилавертом и длительной дисквалификацией. Но на самом турнире он провёл лишь 1 неполную игру, после чего начал конфликтовать с главным тренером команды Дарио Гомесом и был изгнан из состава сборной, несмотря на то, что Колумбийская федерация футбола была против такого решения. В 2000 году Асприлья вместе с командой выиграл серебряные медали на золотом кубке КОНКАКАФ.

## Достижения
Атлетико Насьональ
- Чемпион Колумбии: 1991
- Обладатель Межамериканского кубка: 1990

 Парма
- Победитель Кубка обладателей кубков УЕФА: 1993
- Обладатель Суперкубка УЕФА: 1993
- Обладатель Кубка УЕФА: 1995, 1999
- Обладатель Кубка Италии: 1998/99

 Флуминенсе
- Чемпион турнира Рио-Сан-Паулу: 2000
- Обладатель Кубка чемпионов Бразилии: 2000

## Личная жизнь
Асприлья известен не только на футбольном поле, но и за его пределами — во многом благодаря эксцентричному поведению.
Весной 1993 года, когда Асприлья возвращался на машине с финала Кубка кубков, выигранного «Пармой», он на дороге попал в небольшое дорожно-транспортное происшествие, столкнувшись с автобусом. После чего Асприлья напал на водителя автобуса, но тот смог дать отпор и травмировал футболиста. В том же году стал известен роман Асприльи и итальянской порноактрисы Петры Шарбах, приведший к разводу Асприльи и его тогдашней жены.
В 1995 году Асприлья предстал перед судом за драку и выстрелы в воздух около ночного клуба, где футболист проводил время. В 1997 году стал известен роман Асприльи и актрисы Лары Ногейра.
В августе 2002 года Асприлья должен был подписать контракт с клубом 4-го английского дивизиона «Дарлингтон», но за несколько часов до подписания неожиданно улетел из Англии, а в следующем году, когда Фаустино играл за «Универсидад де Чили», он на тренировке команды начал стрелять из пистолета в воздух, что вызвало массовое бегство всех работников клуба с базы.
В 2005 году Асприлья стал участником реалити-шоу Десафио 2005, а через два года снялся обнаженным на обложке журнала SoHo.
19 апреля 2009 года Асприлья задержан полицией за 29 выстрелов на своём участке, он выпущен под залог и ему дали 2 года условного заключения. В том же году он привлечён к административной ответственности за невыплату алиментов его бывшей жене Каталине.
В ноябре 2012 года Асприлья ограблен в собственном доме в Колумбии: грабители ворвались в помещение, связали всех, кто находился в доме, а затем унесли вещи и шампанское.